# دهرقة بير حسين (نجف أباد)
دهرقة بیر حسین (بالفارسية: دهرقه پیرحسین) هي قرية تقع في إيران في Najafabad Rural District. يقدر عدد سكانها بـ 90 نسمة بحسب إحصاء 2016.